# Aeropuerto Internacional Lambert
El Aeropuerto Internacional Lambert de San Luis (del inglés: St. Louis Lambert International Airport), (IATA: STL, OACI: KSTL, FAA LID: STL) anteriormente Aeropuerto Internacional Lambert – San Luis, es un aeropuerto internacional que sirve a San Luis, Misuri, Estados Unidos. Está a 23 km (14 millas) al noroeste del centro de San Luis' en el Condado de San Luis no incorporado entre Berkeley y Bridgeton. Comúnmente conocido como Aeropuerto Lambert o simplemente Lambert, es el aeropuerto más grande y concurrido de Misuri con más de 259 salidas diarias máximas a 74 ubicaciones nacionales e internacionales sin escalas. Lambert cubre 1,133 ha (2,800 acres) de tierra.
Nombrado por Albert Bond Lambert, un medallista olímpico y destacado aviador de San Luis, el aeropuerto alcanzó importancia internacional en el siglo XX gracias a su asociación con Charles Lindbergh, su innovador control del tráfico aéreo, su estatus como el centro principal de Trans World Airlines, y su terminal icónica. El Aeropuerto Internacional San Luis Lambert es el principal aeropuerto en el área de San Luis, con el Aeropuerto MidAmerica, a aproximadamente 59 km (37 millas)  al este, que sirve como un aeropuerto comercial metropolitano secundario. Los dos aeropuertos están conectados por la Línea Roja del sistema de transporte público de tren ligero de la ciudad, el MetroLink de San Luis.

## Instalaciones

### Aeródromo
El aeropuerto tiene cuatro pistas, tres de las cuales son paralelas con una de viento cruzado. La pista de viento cruzado, 6/24, es la más corta de las cuatro con 2,319 m (7,607 pies). La pista más nueva es el 29/11, finalizada en 2006 como parte de un gran programa de expansión.

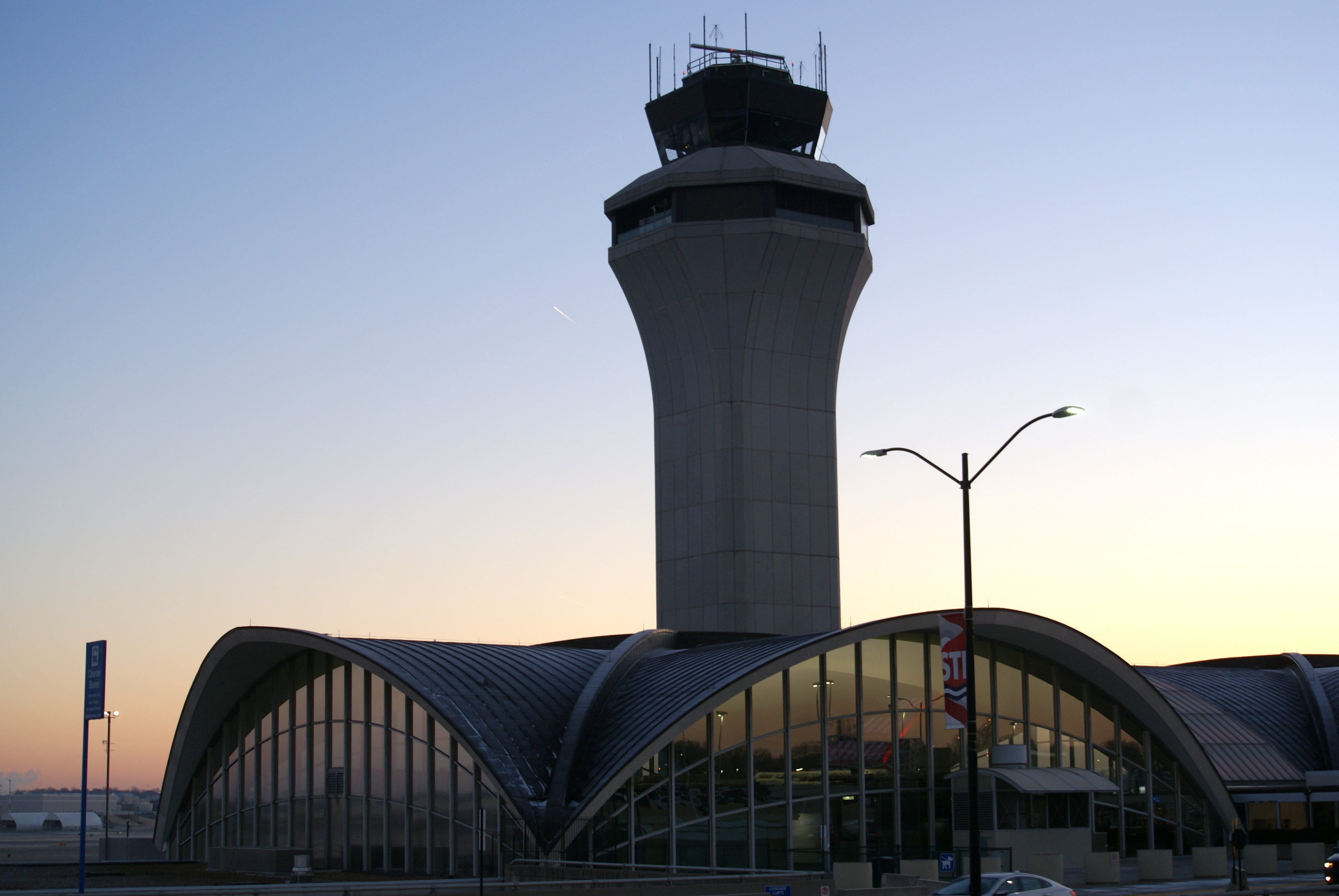
Torre de control del aeropuerto.

La torre de control actual del aeropuerto de ~ 47.6 metros (~ 156 pies) se inauguró en 1997 a un costo de aproximadamente 15 millones de dólares.

### Terminales

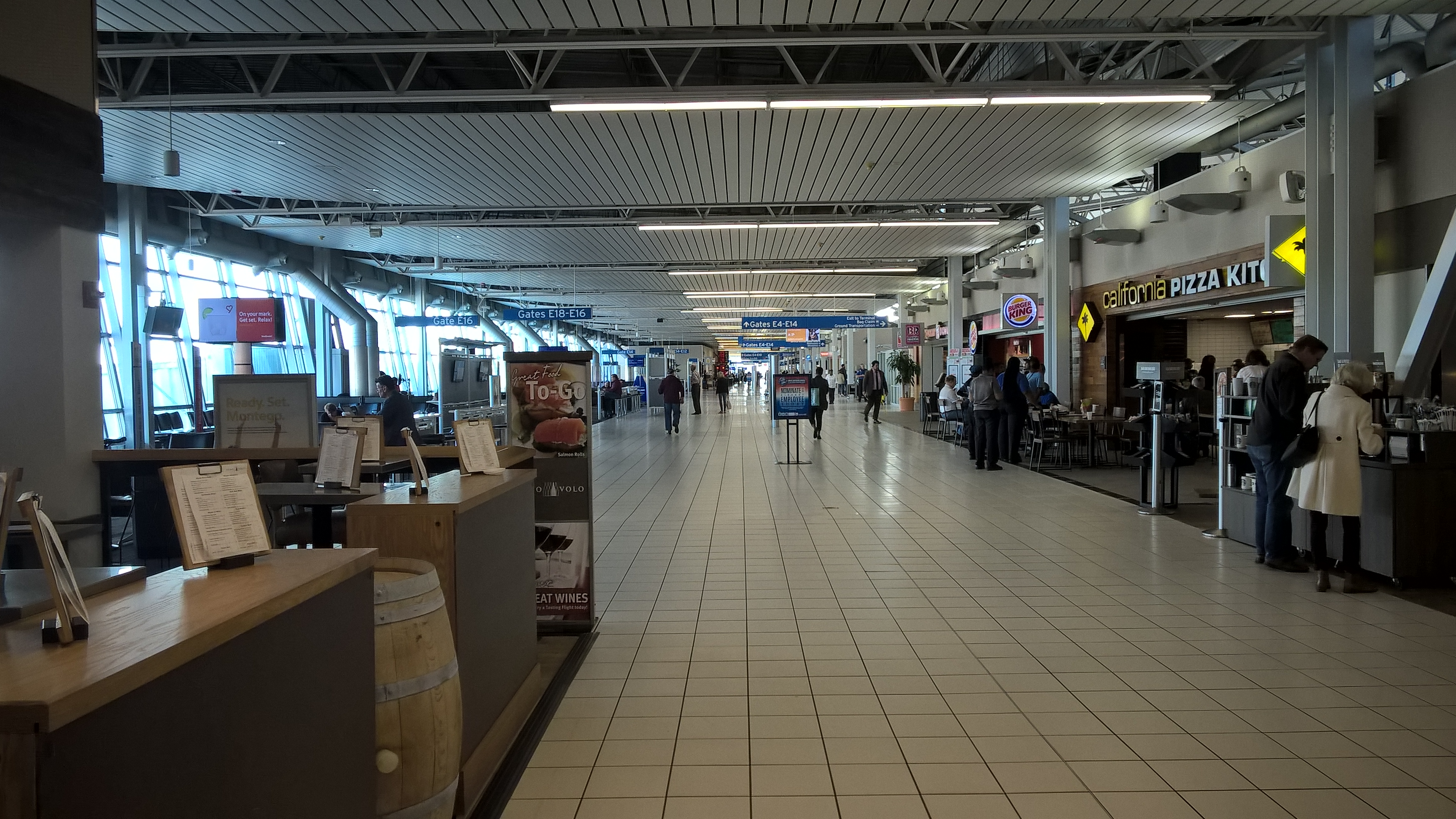
Interior de la Sala E.

El aeropuerto tiene dos terminales con un total de cinco salas. La Terminal 1 maneja vuelos domésticos e internacionales desde/hacia Canadá. Otros vuelos internacionales utilizan la Terminal 2, al igual que Southwest Airlines. Era posible caminar entre las terminales a través de la Sala D hasta que la conexión se bloqueó en 2008 con el cierre de la Sala D.
La Terminal 1 abrió en 1956 junto con varias salas de un solo piso. La terminal en sí se ampliaría en la década de 1960, mientras que las salas A y C se reconstruyeron como edificios de dos pisos con pasarelas de acceso a aeronaves a principios de la década de 1970. La expansión de Ozark Airlines y Trans World Airlines forzó la construcción de la Sala D a principios de la década de 1980. Hasta su desaparición, TWA operó un enorme centro nacional desde la Terminal 1. De 2008 a 2016, Lambert renovó por completo la Terminal 1, que llegó a incluir reparaciones considerables después de un tornado que azotó el aeropuerto en 2011. La terminal cuenta con la sala VIP de American Airlines, el Admirals Club y una de las instalaciones de USO más grandes del país.
- Sala A contiene 15 puertas[12]
- Sala B  contiene 10 puertas y está vacía.[12]
- Sala C contiene 30 puertas.[12]
- Sala D contiene 13 puertas y está vacía.[12]

La Terminal 2 abrió en 1998 y fue construida para acomodar la creciente presencia de Southwest en el mercado de San Luis. La Sala también maneja todas las llegadas internacionales (excluyendo vuelos internacionales con predespacho de aduana). A medida que Southwest ha continuado expandiéndose en San Luis, las antiguas puertas sin usar en la Sala D han sido renovadas y renombradas como puertas E. En enero de 2018, se abrió una nueva sala de uso común, operada por Wingtips, cerca de la puerta E31.
- Sala E contiene 18 puertas.[12]

### Transporte terrestre

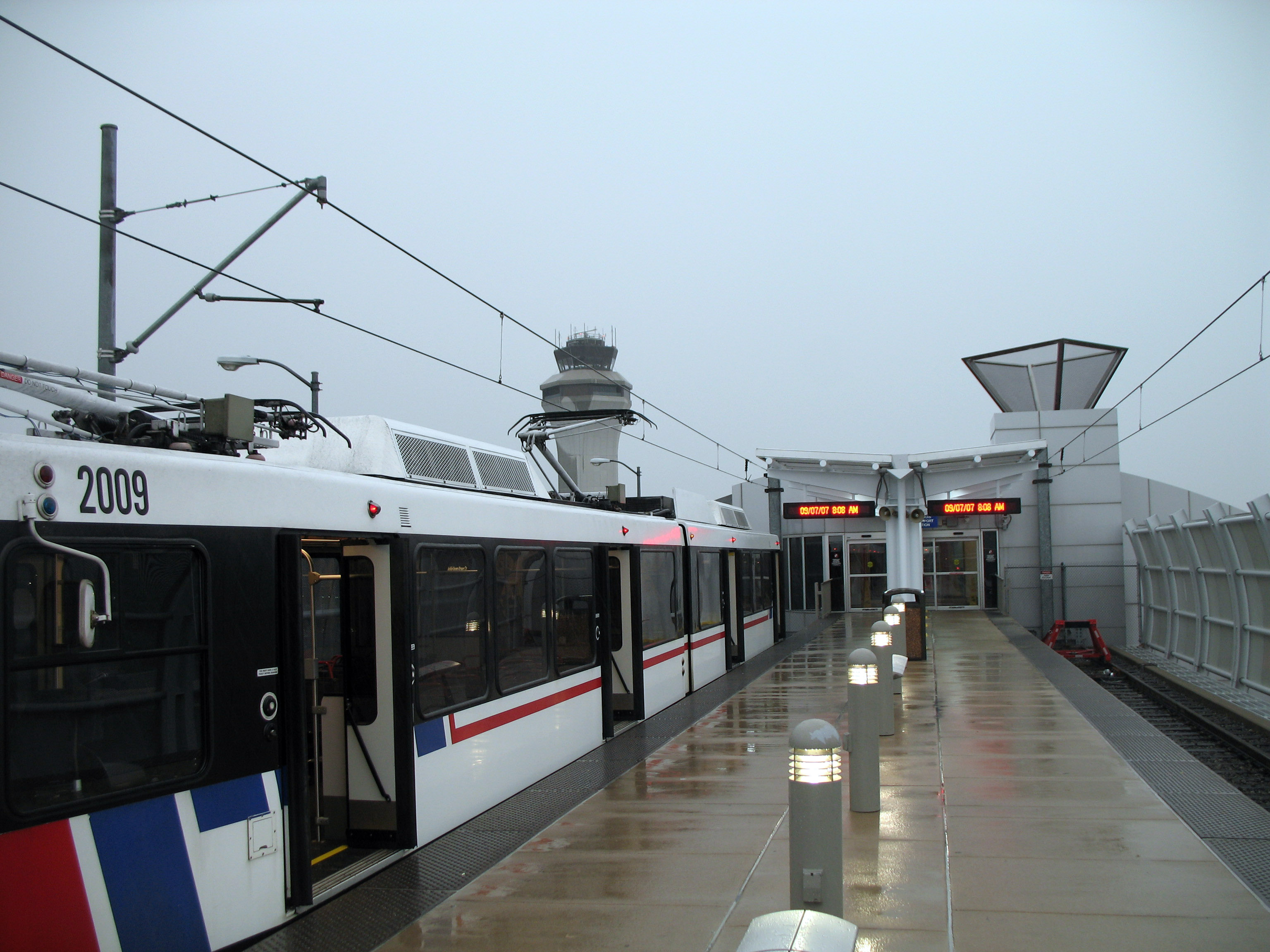
[Estación de MetroLink en la Terminal 1.

Metro a la Ciudad El aeropuerto está conectado con la Línea Roja de MetroLink a través de estaciones en la Terminal 1 y Terminal 2. Las líneas de MetroLink brindan servicio directo o indirecto al centro de San Luis, el área de Clayton y los suburbios de Illinois en el condado de St. Clair.
Dos líneas de MetroBus sirven al puerto de autobuses de Lambert, que se encuentra junto al estacionamiento intermedio y es accesible a través de un túnel desde la Terminal 1.
El aeropuerto es servido por I-70; en dirección este conduce al centro de San Luis e Illinois con una conexión norte/sur en la I-170 inmediatamente al este del aeropuerto, mientras que en dirección oeste conduce a las ciudades dormitorio de San Luis en el Condado de Saint Charles con una conexión norte/sur en la I-270 inmediatamente al oeste del aeropuerto.

### Arte y piezas históricas

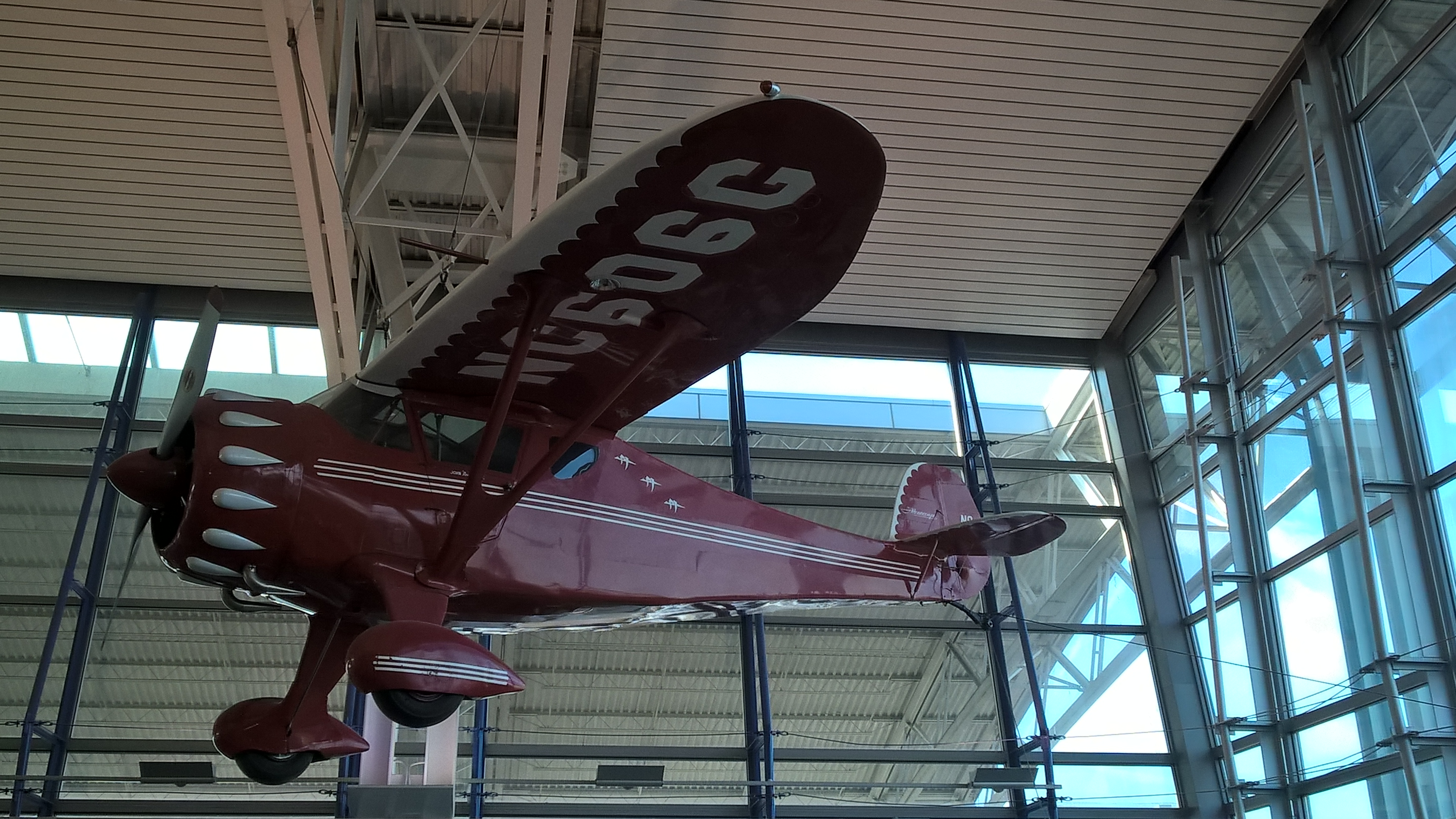
El Monocoupe 110 Special en la Terminal 2.

Black Americans in Flight es un mural que representa a los aviadores afroamericanos y sus contribuciones a la aviación desde 1917. Está ubicado en la Terminal 1/Terminal principal en el nivel inferior cerca de la entrada a las puertas C y D y reclamo de equipaje. El mural consta de cinco paneles y mide 8 pies de alto y 51 pies de largo. El primer panel incluye a Albert Edward Forsythe y C. Alfred Anderson, los primeros pilotos negros en completar un vuelo a campo traviesa, la Universidad de Tuskegee y los aviadores de Tuskegee, Eugene Bullard, Bessie Coleman y Willa Brown (primera mujer piloto comercial afrodescendiente en Estados Estados). El segundo panel muestra a Benjamin Oliver Davis, Clarence "Lucky" Lester y Joseph Ellesberry. El tercer panel muestra al General Daniel "Chappie" James, el Capitán Ronald Radliff y la Capitana Marcella Hayes. Los paneles cuarto y quinto muestran a Ronald McNair, quien murió en el accidente del transbordador espacial Challenger en 1986, Guion Bluford, quien en 1983 se convirtió en el primer afrodescendiente en el espacio, y Mae Jemison, la primera mujer afrodescendiente en el espacio. Spencer Taylor y Solomon Thurman crearon el mural en 1990. El mural tuvo una ceremonia de nueva dedicación en 2012.
Un avión del Museo de Historia de Misuri actualmente cuelga de los techos de Lambert. Este avión, un Monocoupe 110 Special rojo fabricado en San Luis en 1931, cuelga en la sala de venta de boletos de la Terminal 2.  El aeropuerto también ha acogido a otros dos aviones. Un Monocoupe D-127 colgaba cerca del puesto de control de seguridad oriental en la Terminal 1. Charles Lindbergh lo compró en 1934 a Lambert Aircraft Corporation y lo voló como su avión personal. Fue retirado en 2018 y devuelto a la Sociedad Histórica de Misuri, de la cual la aeronave había estado en préstamo desde 1979, con fines de conservación. Hasta 1998, un Ryan B-1 Brougham, una réplica del Spirit of St. Louis, colgaba junto al D-127.

### Carga
En 2013, una empresa de Texas, Brownsville International Air Cargo Inc., expresó interés en construir una instalación de carga de doble aduana en el sitio del antiguo complejo de  McDonnell-Douglas en el extremo norte de Lambert, citando el exceso de capacidad del aeropuerto y una ubicación central en Estados Unidos como propicio para una operación de carga. La idea fue recibida positivamente por San Luis y los funcionarios del aeropuerto y obtuvo la aprobación local, que culminó con un acuerdo de tres años para preparar estudios y solicitudes para la instalación a fines de 2014. Esta instalación de doble aduana permitiría el predespacho de aduana de la carga con destino a México, así como la inspección de aduanas de Estados Unidos de la carga importada de México.
El aeropuerto declaró que estaba muy concentrado en aumentar el tráfico de carga como parte de su Plan Estratégico Quinquenal de 2015. Con este fin, el aeropuerto respaldó un contrato de arrendamiento prorrogable por 20 años en 49 acres de terreno aeroportuario con el fin de convertirlo en una gran instalación internacional de carga aérea en tres fases durante 18 meses. Este contrato de arrendamiento se firmó con Bi-National Gateway Terminal LLC y el propietario Ricardo Nicolopulos, que también es propietario de Brownsville International Air Cargo Inc., e incorporaría la instalación de doble aduana propuesta en el diseño final de la instalación de carga aérea, pendiente de su aprobación por el gobierno mexicano. Nicolopulos declaró que Bi-National invertiría $77 millones en la primera fase del proyecto, que cubriría 32 acres e incluiría una nueva terminal internacional de carga aérea, y no requeriría fondos adicionales del aeropuerto. Reiteró su interés y apoyo al desarrollo de las operaciones de carga en San Luis, afirmando su creencia de que San Luis podría convertirse en un competidor de carga viable para Miami. El aeropuerto puede recibir al menos $13.5 millones de dólares en ingresos de la instalación durante el arrendamiento inicial de 20 años.
En enero de 2017, la instalación de carga Bi-Nacional se incluyó en una lista de importantes proyectos de infraestructura nacional compilados por la administración del presidente Donald Trump. El informe indicó costos generales de construcción de $1.8 mil millones de dólares y afirmó que la instalación podría crear 1,800 empleos 'directos'.
A agosto de 2017, no se ha realizado ninguna construcción en la instalación de carga, sin embargo, Bi-National ha presentado una solicitud de subvención a Brownfield en el estado de Misuri a fin de recibir asistencia financiera para la limpieza ambiental del sitio, y también ha presentado una solicitud de construcción de inquilinos en el aeropuerto. Además, el aeropuerto de Lambert, junto con el condado de San Luis, han comenzado a realizar mejoras en la infraestructura para adaptarse mejor a las futuras necesidades de transporte dentro y fuera del aeropuerto. El primero de ellos fue la reconstrucción de la calle de rodaje V y la entrada de la calle de rodaje al "Northern Tract" de Lambert, proporcionando acceso de uso común a la rampa de Trans States Airlines, la rampa de servicios de la terminal del aeropuerto y la rampa de carga aérea binacional. La calle de rodaje reconstruida puede albergar los aviones de carga más grandes, hasta el Boeing 747-8F inclusive. La reconstrucción de la calle de rodaje costó aproximadamente $6.1 millones, financiada a través de una subvención del Departamento de Transporte de Misuri, y se terminó en 2017. Otros proyectos incluyen la reconstrucción de varias carreteras que conducen al aeropuerto para facilitar mejor el tráfico de camiones pesados y una extensión de la línea ferroviaria Clase 1 adyacente al aeropuerto para proporcionar acceso inmediato al tren desde las instalaciones de carga de Northern Tract. El costo global proyectado de estas mejoras a corto plazo es de $20.7 millones de dólares. Además, el aeropuerto se encuentra en la etapa final de aprobación para convertirse en un puerto de embarque del USDA, lo que permite que los chárter de animales vivos salgan de San Luis.
En octubre de 2017, el Embajador de México visitó para discutir el comercio entre San Luis y México. También a partir de octubre se realizó la limpieza ambiental del sitio de la instalación de carga antes mencionada.

## Aerolíneas y destinos

### Pasajeros
| Aerolíneas               | Destinos |
| ------------------------ | --- |
| Air Canada               | Montreal–Trudeau, Toronto–Pearson |
| Air Canada Express       | Toronto–Pearson Estacional: Montreal–Trudeau |
| Alaska Airlines          | Seattle/Tacoma Estacional: Puerto Vallarta |
| American Airlines        | Charlotte, Chicago–O'Hare, Dallas/Fort Worth, Filadelfia, Los Ángeles, Miami, Nueva York–LaGuardia, Phoenix–Sky Harbor, Washington–National Estacional: Cancún |
| American Eagle           | Boston, Chicago–O'Hare, Dallas/Fort Worth, Filadelfia, Nueva York–LaGuardia, Washington–National |
| Delta Air Lines          | Atlanta, Detroit, Mineápolis/St. Paul, Salt Lake City |
| Delta Connection         | Mineápolis/St. Paul, Nueva York–LaGuardia Estacional: Nueva York–JFK (inicia el 8 de septiembre de 2025) |
| Frontier Airlines        | Atlanta, Cancún, Denver, Las Vegas, Orlando, Tampa (inicia el 11 de octubre de 2025) Estacional: Dallas/Fort Worth, Punta Cana |
| Lufthansa                | Fráncfort |
| Southern Airways Express | Jonesboro, Quincy |
| Southwest Airlines       | Atlanta, Austin, Baltimore, Boston, Burbank, Cancún, Charlotte, Chicago–Midway, Cleveland, Columbus–Glenn, Dallas–Love, Denver, Des Moines (finaliza el 4 de marzo de 2026), Detroit, Filadelfia, Fort Lauderdale, Fort Myers, Houston–Hobby, Jacksonville (FL), Kansas City, Las Vegas, Little Rock (finaliza el 4 de marzo de 2026), Long Beach, Los Ángeles, Miami, Milwaukee, Mineápolis/St. Paul, Nashville, Nueva Orleans, Nueva York–LaGuardia, Oklahoma City (finaliza el 4 de marzo de 2026), Omaha, Orlando, Phoenix–Sky Harbor, Pittsburgh, Raleigh/Durham, Sacramento, San Antonio, San Diego, San Francisco, San José (CA), Sarasota, Tampa, Tulsa, Washington–National, Wichita (finaliza el 4 de marzo de 2026) Estacional: Charleston (SC), Destin/Fort Walton Beach, Montego Bay, Myrtle Beach, Norfolk, Oakland, Panama City (FL), Pensacola, Portland (OR), Punta Cana, Salt Lake City, San José del Cabo, San Juan, Savannah, Seattle/Tacoma, West Palm Beach (FL) |
| Spirit Airlines          | Detroit, Fort Lauderdale Estacional: Orlando |
| Sun Country Airlines     | Estacional: Mineápolis/St. Paul |
| United Airlines          | Chicago–O'Hare, Denver, Houston–Intercontinental, San Francisco Estacional: Newark |
| United Express           | Chicago–O'Hare, Denver, Houston–Intercontinental, Newark, Washington–Dulles |

### Carga
| Aerolíneas    | Destinos                                                        |
| ------------- | --------------------------------------------------------------- |
| Amazon Air    | Baltimore, Ontario, San Bernardino                              |
| DHL Aviation  | Cincinnati, Omaha                                               |
| FedEx Express | Indianápolis, Memphis, Mineápolis/St. Paul                      |
| UPS Airlines  | Boise, Chicago-Rockford, Kansas City, Louisville, Portland (OR) |

### Destinos internacionales
Se ofrece servicio a 9 destinos internacionales (5 estacionales), a cargo de 7 aerolíneas.
| Ciudades por países                                         | Nombre del aeropuerto                           | Aerolíneas                                                              |
| Norteamérica                                                | Norteamérica                                    | Norteamérica                                                            |
| ----------------------------------------------------------- | ----------------------------------------------- | ----------------------------------------------------------------------- |
| Canadá (2 destinos, 2 aerolíneas)                           |                                                 |                                                                         |
| Montreal                                                    | Aeropuerto Internacional Pierre Elliott Trudeau | Air Canada / Air Canada Express (Estacional)                            |
| Toronto                                                     | Aeropuerto Internacional Toronto Pearson        | Air Canada / Air Canada Express                                         |
| México (3 destinos [2 estacionales], 4 aerolíneas)          |                                                 |                                                                         |
| Cancún                                                      | Aeropuerto Internacional de Cancún              | American Airlines (Estacional) / Frontier Airlines / Southwest Airlines |
| Puerto Vallarta                                             | Aeropuerto Internacional de Puerto Vallarta     | Alaska Airlines (Estacional)                                            |
| San José del Cabo                                           | Aeropuerto Internacional de Los Cabos           | Southwest Airlines (Estacional)                                         |
| El Caribe                                                   |                                                 |                                                                         |
| Jamaica (1 destino [estacional], 1 aerolínea)               |                                                 |                                                                         |
| Montego Bay                                                 | Aeropuerto Internacional Sir Donald Sangster    | Southwest Airlines (Estacional)                                         |
| República Dominicana (1 destino [estacional], 2 aerolíneas) |                                                 |                                                                         |
| Punta Cana                                                  | Aeropuerto Internacional de Punta Cana          | Frontier Airlines (Estacional) / Southwest Airlines (Estacional)        |
| Puerto Rico (1 destino [estacional], 1 aerolínea)           |                                                 |                                                                         |
| San Juan                                                    | Aeropuerto Internacional Luis Muñoz Marín       | Southwest Airlines (Estacional)                                         |
| Europa                                                      |                                                 |                                                                         |
| Alemania (1 destino, 1 aerolínea)                           |                                                 |                                                                         |
| Fráncfort                                                   | Aeropuerto de Fráncfort del Meno                | Lufthansa                                                               |
| Total: 9 destinos (5 estacionales), 6 países, 7 aerolíneas  |                                                 |                                                                         |

## Estadísticas

### Rutas más transitadas
| Número | Ciudad                        | Pasajeros | Aerolínea                                                                                |
| ------ | ----------------------------- | --------- | ---------------------------------------------------------------------------------------- |
| 1      | Denver, Colorado              | 494,000   | Frontier Airlines, Southwest Airlines, United Airlines, United Express                   |
| 2      | Atlanta, Georgia              | 459,000   | Delta Air Lines, Southwest Airlines                                                      |
| 3      | Orlando, Florida              | 332,000   | Frontier Airlines, Southwest Airlines                                                    |
| 4      | Phoenix, Arizona              | 303,000   | American Airlines, Southwest Airlines                                                    |
| 5      | Nueva York, Nueva York        | 294,000   | American Airlines, American Eagle, Delta Air Lines, Delta Connection, Southwest Airlines |
| 6      | Las Vegas, Nevada             | 290,000   | Frontier Airlines, Southwest Airlines, Sun Country Airlines                              |
| 7      | Chicago, Illinois             | 278,000   | American Airlines, American Eagle, United Express                                        |
| 7      | Dallas, Texas (DFW)           | 268,000   | American Airlines, American Eagle                                                        |
| 9      | Charlotte, Carolina del Norte | 258,000   | American Airlines, American Eagle, Southwest Airlines                                    |
| 10     | Dallas, Texas (DAL)           | 234,000   | Southwest Airlines                                                                       |

| Número | Ciudad                           | Pasajeros | Aerolínea                                                |
| ------ | -------------------------------- | --------- | -------------------------------------------------------- |
| 1      | Cancún, México                   | 217,344   | American Airlines, Frontier Airlines, Southwest Airlines |
| 2      | Fráncfort, Alemania              | 189,063   | Lufthansa                                                |
| 3      | Toronto, Canadá                  | 117,673   | Air Canada Express                                       |
| 4      | Punta Cana, República Dominicana | 35,789    | Frontier Airlines, Southwest Airlines                    |
| 5      | Montego Bay, Jamaica             | 10,844    | Frontier Airlines, Southwest Airlines                    |

### Tráfico anual
| Año  | Pasajeros  | Año  | Pasajeros  | Año  | Pasajeros  | Año  | Pasajeros  |
| ---- | ---------- | ---- | ---------- | ---- | ---------- | ---- | ---------- |
| 1990 | 20,065,737 | 2000 | 30,558,991 | 2010 | 12,331,426 | 2020 | 6,302,402  |
| 1991 | 19,151,278 | 2001 | 26,695,019 | 2011 | 12,526,150 | 2021 | 10,351,533 |
| 1992 | 20,984,782 | 2002 | 25,626,114 | 2012 | 12,688,726 | 2022 | 13,665,517 |
| 1993 | 19,923,774 | 2003 | 20,431,132 | 2013 | 12,570,128 | 2023 | 14,886,000 |
| 1994 | 23,362,671 | 2004 | 13,396,028 | 2014 | 12,384,015 | 2024 | 15,946,730 |
| 1995 | 25,719,351 | 2005 | 14,697,263 | 2015 | 12,752,331 | 2025 |            |
| 1996 | 27,274,846 | 2006 | 15,205,944 | 2016 | 13,959,126 | 2026 |            |
| 1997 | 27,661,144 | 2007 | 15,384,557 | 2017 | 14,730,656 | 2027 |            |
| 1998 | 28,700,622 | 2008 | 14,431,471 | 2018 | 15,632,586 | 2028 |            |
| 1999 | 30,188,973 | 2009 | 12,796,302 | 2019 | 15,878,527 | 2029 |            |

## Aeropuertos cercanos
Los aeropuertos más cercanos son:
- Aeropuerto Regional de Springfield-Branson (135km)
- Aeropuerto Regional de Quincy (151km)
- Aeropuerto Regional de Columbia (161km)
- Aeropuerto Regional del Condado de Williamson (161km)
- Aeropuerto Regional de Cape Girardeau (183km)